# The Bitter End
The Bitter End este cel de-al șaisprezecelea single al trupei de rock alternativ Placebo, lansat pe 10 martie 2003, și primul single de pe cel de-al patrulea album al trupei, Sleeping With Ghosts. A atins locul 1 în Portugalia, locul 12 în Marea Britanie și locul 31 în Franța, fiind bine primit atât de către critica de specialitate, cât și de fani. Dan Tallis de la BBC.co.uk, deși nu se declară mulțumit de album per total, descrie cântecul drept având „doza potrivită de atmosferă întunecată, gotică pentru a-i mulțumi pe fanii trupei și suficiente acorduri de chitară ce dau bine la radio pentru a mulțumi noua generație de puști indie”.
Cuvintele B-side-ului „Evalia”, care apare pe cel de-al doilea CD al single-ului, sunt de fapt niște mesaje lăsate de Molko și de alți oameni pe robotul telefonic al lui Stefan Olsdal, mesaje care, pe măsură ce cântecul înaintează, se amestecă unele cu celelalte, făcând cuvintele imposibil de înțeles. Numele cântecului vine de la marca robotului telefonic respectiv: Philips Evalia td5500.
„Daddy Cool” este un cover după trupa Boney M. Este singurul cântec al trupei pe care apare vocea toboșarului Steve Hewitt.

## Lista melodiilor

### CD1
1. „The Bitter End”
2. „Daddy Cool”
3. „Teenage Angst” (piano version)
4. „The Bitter End” (video)

### CD2
1. „The Bitter End”
2. „Evalia”
3. „Drink You Pretty”

### 7 inch
1. „The Bitter End”
2. „Daddy Cool”

## Despre versuri
„The bitter end” este o expresie sinonimă pentru cuvântul „moarte”. Brian Molko explică: „E cântecul rock de-întoarcere-la-rădăcini, scris în două zile. Doi oameni ce încearcă să iasă dintr-o relație, cu ultimele cicatrici. Ceva în gen du-te dracului.” „Backing vocal-ul de la sfârșit”, adaugă același Molko, „începe cu un vers care zice 'every time we're intersected / it feels love like suicide' (traducere aproximativă „de fiecare dată când ne întâlnim, iubirea ia forma unei sinucideri”) și-apoi vine ultimul vers care spune 'to miss your eyes and lips' (traducere: „îmi lipsesc ochii și buzele tale”) - între astea două nu știu ce zic. Se schimbă în fiecare noapte când îl cântăm live și îmi place acest aspect.”

## Despre videoclip
Al cincilea videoclip în regia lui Howard Greenhalgh (care poate fi deja considerat „regizorul oficial” al trupei), „The Bitter End” îi arată pe Molko, Hewitt și Olsdal interpretând cântecul pe satelitul Lovell Telescope; în paralel, sunt urmărite două siluete în infraroșu - una de bărbat și una de femeie - care aleargă una spre cealaltă. În momentul în care cei doi se întâlnesc, se îmbrățișează și se sărută pătimaș, siluetele lor dizolvându-se într-o explozie.
Molko declară pe DVD-ul Once More With Feeling că de fapt trupa a filmat clipul în studio, în fața ecranului albastru, vremea nepermițându-le să filmeze pe satelit (clipul a fost filmat în ianuarie).

## Poziții în topuri
- 1 (Portugalia)
- 12 (Marea Britanie)
- 19 (Finlanda)
- 31 (Franța)
- 34 (Germania)
- 47 (Australia)
- 53 (Elveția)